# Gare de Chongqing-Est
La gare de Chongqing-Est (chinois traditionnel : 重庆东站) est une des gares de l'agglomération de Chongqing. À son inauguration en 2025, il s'agit de la plus grande gare de Chine dédiée aux trains à grande vitesse, et du plus vaste bâtiment de gare au monde.

## Situation
La gare de Chongqing-est est située dans le district de Nan'an. 

### Construction

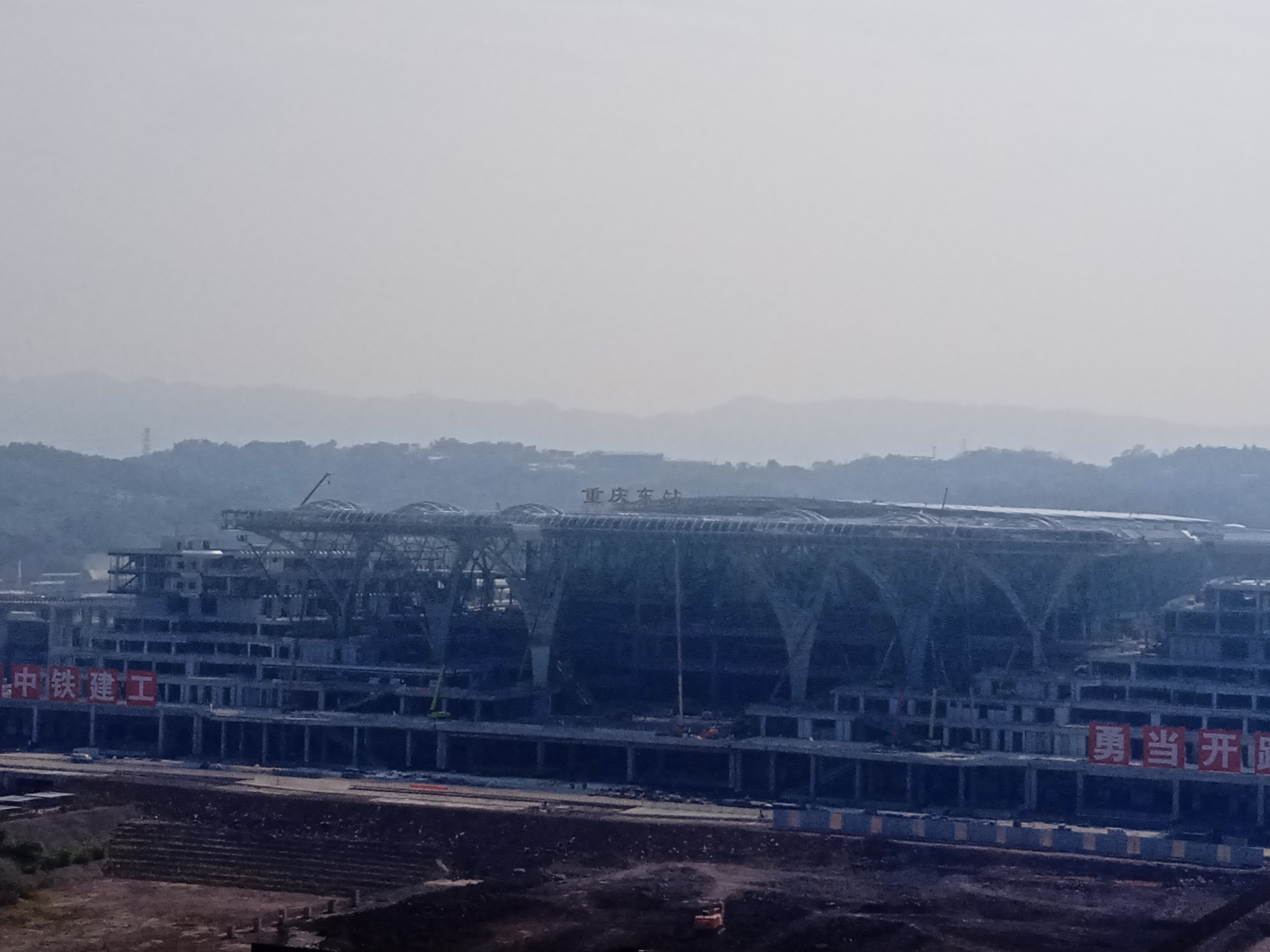
La gare en travaux en septembre 2024.

## Architecture

### Installations
La gare de Chongqing-est compte huit niveaux au total, dont trois niveaux ferroviaires, 15 quais et 29 voies de desserte. Le bâtiment mesure 1,22 millions de mètres carrés de surface,,.

### Desserte
La gare permet notamment de desservir, par train à grande vitesse, les gares suivantes :
| 1 heure de trajet  | Chengdu-Est  | Chengdu-Est  | Guiyang-Nord | Guiyang-Nord  |
| 3 heures de trajet | Changsha-Sud | Wuhan        | Xi'an-Nord   | Kunming-Sud   |
| 6 heures de trajet | Pékin-Sud    | Shanghai-Sud | Canton-Sud   | Shenzhen-Nord |

### Intermodalité
La gare est desservie par le métro de Chongqing en forte expansion lors de la construction du bâtiment. À l'inauguration de la nouvelle gare, elle n'est desservie que la par la ligne 6, mais il est prévu que la desserte comprenne également des arrêts des lignes 8 (en), 24 (en) et 27 (en),.